# 2009 في جمهورية أيرلندا
فيما يلي قوائم الأحداث التي وقعت خلال عام 2009 في جمهورية أيرلندا.

## سياسة

### تعيين في المنصب
- 24 مارس – كياران كانون عضو مجلس الشيوخ من أيرلندا.
- 20 نوفمبر – ماري هارني نائب دييل.

### انتهاء فترة المنصب
- 24 مارس – كياران كانون عضو مجلس الشيوخ من أيرلندا.
- 20 نوفمبر – ماري هارني نائب دييل.

## أفلام
من الأفلام التي صدرت هذه السنة في جمهورية أيرلندا:
- 1 يناير – جوع من إخراج ستيف ماكوين.
- 9 أكتوبر – وقت القاهرة من إخراج ربا ندا.

## برامج ومسلسلات وأنمي
- أسرة تيودور

## كتب
من الكتب التي صدرت هذه السنة في جمهورية أيرلندا:
- 29 أبريل – بروكلين من تأليف كولم توبين.

## وفيات

### مايو
- 20 مايو – ألان كيلي (مواليد 1936) لاعب ومدرب كرة قدم أيرلندي.

### سبتمبر
- 14 سبتمبر – دارين ساذرلاند (مواليد 1982) ملاكم أيرلندي.